# Данцевич, Фрэнк
Фрэнк Расселл Данцевич (англ. Frank Russell Dancevic; род. 26 сентября 1984 года в Ниагара-Фолс, Канада) — канадский профессиональный теннисист и теннисный тренер. Высшее в карьере место в одиночном рейтинге — 65-е (2007).

## Спортивная карьера
Фрэнк Данцевич начал играть в теннис в восемь лет, одновременно занимаясь футболом и хоккеем. С 2002 года выступает за сборную Канады в Кубке Дэвиса, в 17 лет и 135 дней став самым молодым в её истории игроком (с тех пор одержал 16 побед и потерпел 18 поражений). Данцевич, этнический хорват, дважды играл в 2006 году в Кубке Дэвиса в паре с Даниэлем Нестором, уроженцем Сербии, также выступающим за сборную Канады. Оба матча, с парами из Мексики и Венесуэлы, закончились победой канадской пары. В 2013 году победа Данцевича над Марселем Гранольерсом в первом круге розыгрыша Мировой группы Кубка Дэвиса помогла сборной Канады выбить из дальнейшей борьбы пятикратных победителей и действующих вице-чемпионов турнира — команду Испании. Ещё две игры выиграл товарищ Данцевича по команде Милош Раонич (ещё один уроженец федеративной Югославии), обеспечив канадцам победу с общим счётом 3:2.
С 2003 года Данцевич выступает в ранге профессионала. Первую победу в турнире класса ATP Challenger одержал в 2003 году у себя на родине, в Гранби; всего в 2003—2014 годах выиграл восемь «челленджеров». В 2006 году вошёл в первую сотню лучших теннисистов мира по рейтингу АТР. В 2007 и 2009 годах выходил в финал турниров АТР; оба раза проиграл Дмитрию Турсунову. В 2007 году также вышел в финал Открытого чемпионата Японии в парном разряде с австралийцем Стивеном Хассом (проиграли Джордану Керру и Роберту Линдштедту 4-6, 4-6). Помимо этого, на его счету два парных титула в «челленджерах».
На счету Данцевича две победы над теннисистами из первой десятки: в 2007 году он обыграл Энди Роддика (на тот момент пятую ракетку мира), а в 2008 году — Давида Налбандяна (на тот момент седьмую ракетку мира).
В ноябре 2017 года Данцевич был назначен капитаном сборной Канады в Кубке Дэвиса. Его предшественник Мартин Лорандо покинул пост капитана с тем, чтобы сосредоточиться на работе в качестве тренера Дениса Шаповалова. Тем не менее и в 2018 году Данцевич продолжал выступать как игрок, в основном в «челленджерах». В 2019 году в финальной стадии Мировой группы Кубка Дэвиса, разыгрывавшейся в Испании, Данцевич со сборной Канады впервые в её истории дошёл до финала.
Завершил игровую карьеру в 2020 году. В 2022 году как неиграющий капитан привёл сборную Канады к первой за время её существования победе в Кубке Дэвиса.

## Рейтинг на конец года в одиночном разряде
- 2018 — 318
- 2017 — 363
- 2016 — 241
- 2015 — 208
- 2014 — 149
- 2013 — 122
- 2012 — 165
- 2011 — 151
- 2010 — 269
- 2009 — 143
- 2008 — 130
- 2007 — 72
- 2006 — 88
- 2005 — 188
- 2004 — 171
- 2003 — 201
- 2002 — 434
- 2001 — 1225
- 2000 — 1238

По данным официального сайта ATP на последнюю неделю года.

## Выступления на турнирах

### Финалы турнировATPв одиночном разряде (2)

#### Поражения (2)
| Легенда                    |
| -------------------------- |
| Турниры Большого шлема (0) |
| Финал АТР-тура (0)         |
| ATP Мастерс 1000 (0)       |
| АТР 500 (0)                |
| АТР 250 (0)                |

| №  | Дата         | Турнир                  | Покрытие | Соперник в финале | Счёт       |
| 1. | 23 июля 2007 | Индианаполис, США       | Хард     | Дмитрий Турсунов  | 4-6 5-7    |
| 2. | 14 июня 2009 | Истборн, Великобритания | Трава    | Дмитрий Турсунов  | 3-6 6-7(5) |

### Финалы челленджеров в одиночном разряде (17)

#### Победы (8)
| Титулы по покрытиям | Титулы по месту проведения матчей турнира |
| ------------------- | ----------------------------------------- |
| Хард (6+2)          | Зал (0)                                   |
| Грунт (1)           | Зал (0)                                   |
| Трава (1)           | Открытый воздух (8+2)                     |
| Ковёр (0)           | Открытый воздух (8+2)                     |

| №  | Дата           | Турнир                   | Покрытие | Соперник в финале | Счёт              |
| 1. | 7 июля 2003    | Гранби, Канада           | Хард     | Эрик Тайно        | 7-6(10) 6-1       |
| 2. | 27 июля 2003   | Лексингтон, США          | Хард     | Петр Кралерт      | 7-5 6-4           |
| 3. | 23 января 2006 | Ваиколоа-Виллидж, США    | Хард     | Лу Яньсюнь        | 6-7(15) 6-2 6-2   |
| 4. | 24 июля 2006   | Гранби                   | Хард     | Тобиас Клеменс    | 6-7(2) 7-6(6) 6-3 |
| 5. | 8 июня 2008    | Сербитон, Великобритания | Трава    | Кевин Андерсон    | 4-6 6-3 7-6(4)    |
| 6. | 13 марта 2012  | Даллас, США              | Хард     | Игорь Андреев     | 7-6(4) 6-3        |
| 7. | 21 июля 2013   | Гранби                   | Хард     | Лукаш Лацко       | 6-4 6-7(4) 6-3    |
| 8. | 14 июня 2014   | Кошице, Словакия         | Грунт    | Норберт Гомбош    | 6-2 3-6 6-2       |

#### Поражения (9)
| №  | Дата             | Турнир                      | Покрытие | Соперник в финале | Счёт               |
| 1. | 19 июля 2004     | Аптос, США                  | Хард     | Кевин Ким         | 6-(2) 3-6          |
| 2. | 6 ноября 2005    | Бостон, США                 | Хард(i)  | Пол Голдстейн     | 7-5 5-7 3-6        |
| 3. | 20 февраля 2006  | Безансон, Франция           | Хард(i)  | Николя Маю        | 3-6 4-6            |
| 4. | 1 мая 2006       | Атланта, США                | Грунт    | Диего Хартфильд   | 5-7 0-6            |
| 5. | 16 апреля 2007   | Пейджет, Бермудские острова | Грунт    | Мариано Сабалета  | 5-7 7-5 3-6        |
| 6. | 22 сентября 2008 | Лаббок, США                 | Хард     | Джон Изнер        | 6-7(2) 6-4 2-6     |
| 7. | 2 апреля 2012    | Таллахасси, США             | Хард     | Тим Смычек        | 5-7 — отказ        |
| 8. | 4 мая 2014       | Таллахасси                  | Грунт    | Робби Джинепри    | 3-6 4-6            |
| 9. | 22 марта 2015    | Драммондвилл, Канада        | Хард(i)  | Джон-Патрик Смит  | 7-6(11) 6-7(3) 5-7 |

### Финалы турнировATPв парном разряде (1)

#### Поражения (1)
| №  | Дата           | Турнир        | Покрытие | Партнёр     | Соперники в финале            | Счёт    |
| 1. | 1 октября 2007 | Токио, Япония | Хард     | Стивен Хасс | Джордан Керр Роберт Линдстедт | 4-6 4-6 |

### Финалы челленджеров в парном разряде (9)

#### Победы (2)
| №  | Дата         | Турнир          | Покрытие | Партнёр        | Соперники в финале            | Счёт       |
| 1. | 12 июля 2004 | Гранби, Канада  | Хард     | Брайан Бейкер  | Харел Леви Давиде Сангвинетти | 6-2 7-6(5) |
| 2. | 28 июля 2013 | Лексингтон, США | Хард     | Питер Полански | Брэдли Клан Майкл Винус       | 7-5 6-3    |

#### Поражения (7)
| №  | Дата            | Турнир               | Покрытие | Партнёр        | Соперники в финале             | Счёт           |
| 1. | 25 июля 2007    | Гранби, Канада       | Хард     | Филип Бестер   | Юхан Ландсберг Лу Яньсюнь      | 6-4 6-7(5) 5-7 |
| 2. | 27 октября 2008 | Луисвилл, США        | Хард(i)  | Душан Вемич    | Пракаш Амритрадж Джесси Левайн | 3-6 6-7(10)    |
| 3. | 15 ноября 2014  | Шампейн, США         | Хард(i)  | Адиль Шамасдин | Росс Гиньон Тим Копински       | 6-7(2) 2-6     |
| 4. | 22 февраля 2015 | Вроцлав, Польша      | Хард(i)  | Андрей Капаш   | Филипп Петцшнер Тим Пютц       | 6-7(4) 3-6     |
| 5. | 22 марта 2015   | Драммондвилл, Канада | Хард(i)  | Франк Мозер    | Филип Бестер Крис Гуччоне      | 4-6 6-7(6)     |
| 6. | 12 июля 2015    | Уиннетка, США        | Хард     | Секоу Бангоура | Юхан Брунстрём Николас Монро   | 6-4 3-6 [8-10] |
| 7. | 13 ноября 2016  | Ортизеи, Италия      | Хард(i)  | Марко Тепавац  | Сандер Арендс Матеуш Ковальчик | 6-7(3) 5-7     |